# Evangelische Dorfkirche Garrey

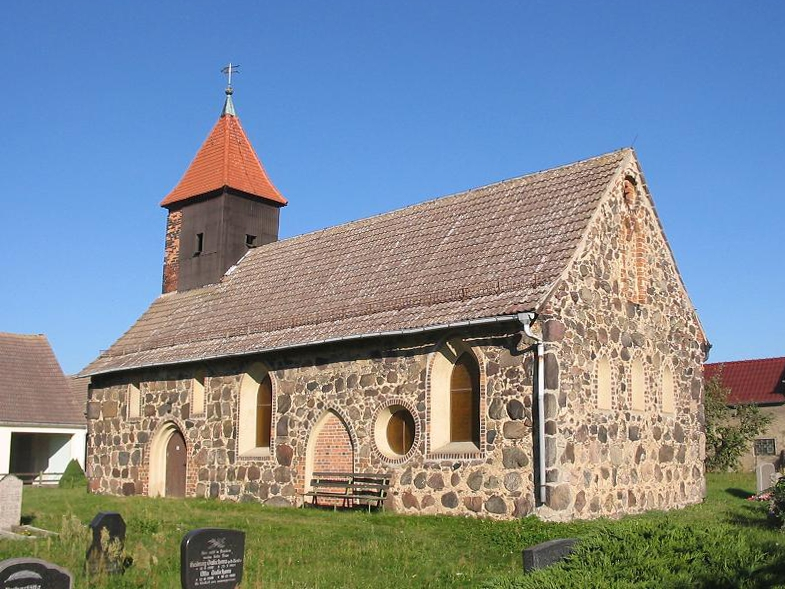
Evangelische Dorfkirche in Garrey

Die Evangelische Dorfkirche Garrey ist eine mittelalterliche Feldsteinkirche, die auf dem Anger des Rabensteiner Ortsteils Garrey steht. Das Kirchengebäude ist ein Baudenkmal.

## Lage
Der von einem Kirchfriedhof umgebene Kirchenbau dominiert den Dorfanger. Beidseitig vom Anger verläuft die Dorfstraße.

## Architektur

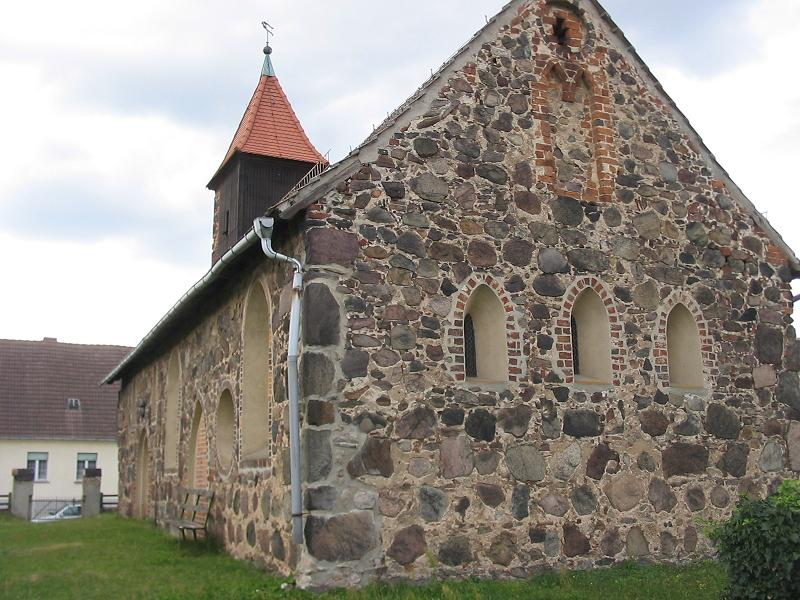
Ansicht von Osten

Das Gotteshaus in Garrey ist eine gotische Saalkirche mit rechteckigem Grundriss, die im 14./15. Jahrhundert aus kaum bearbeiteten Feldsteinen errichtet worden ist. Weder außen noch innen gab es irgendwelchen Prunk. Wie vielfach üblich hatte die Dorfkirche ursprünglich keinen Turm. In Garrey ließ die Gemeinde gegen Ende des 18. Jahrhunderts einen Giebelturm mit massiver Westwand auf dem Kirchendach errichten, der laut der Datierung auf der die pyramidenförmige Turmspitze bekrönenden früheren Wetterfahne 1793 fertiggestellt wurde. Die heutige Wetterfahne auf dem vom Erdboden gemessen etwa zwölf Meter hohen Turm trägt die Jahreszahl 1995.

## Ausstattung
Der mit einer Holzbalkendecke abgeschlossene Kirchenraum ist einfach ausgestattet, hat allerdings zwei Emporen: an der Südseite und an der Westseite. Auf der Westempore wurde gegen Ende des 17. Jahrhunderts eine Orgel installiert. Die hölzerne Emporenverkleidung ist mit einem in den 1970er Jahren nach Garrey gelangten Holzschnitt-Bilderzyklus von Walter Habdank zum Kreuzweg versehen: 
An der östlichen Längswand lassen drei kleine mit Ziegelsteinblenden verzierte Fenster Licht in den Hauptraum fallen, außerdem ist eine zugemauerte Priestertür zu erkennen.
Altar und Kruzifix stammen aus dem 17. Jahrhundert. Der Altaraufsatz auf einem steinernen Sockel enthält ein Gemälde, das das Abendmahl Jesu zeigt. Eine aus Holz gefertigte Kanzel aus dem 16. Jahrhundert hat einen viereckigen Kanzelkorb, der mit den vier Evangelisten und ihren Worten aus dem Evangelium verziert ist. Die Kirchenbänke und der Pfarrstuhl werden auf das 16. Jahrhundert datiert.
Im Kirchturm hängt eine 1681 gegossene Glocke aus Bronze, deren Glockenkörper 63 cm hoch ist. Er enthält die Inschrift VERBUM DOMINI MANET INERTERNUM (dt.: Das Wort des Herrn bleibt in Ewigkeit), PETER LIPSDORF; SCHULZE BROSE ZERMAN MICH GOSS GEORGE BILLICH VON WITTENBERG 1681.

## Geschichte

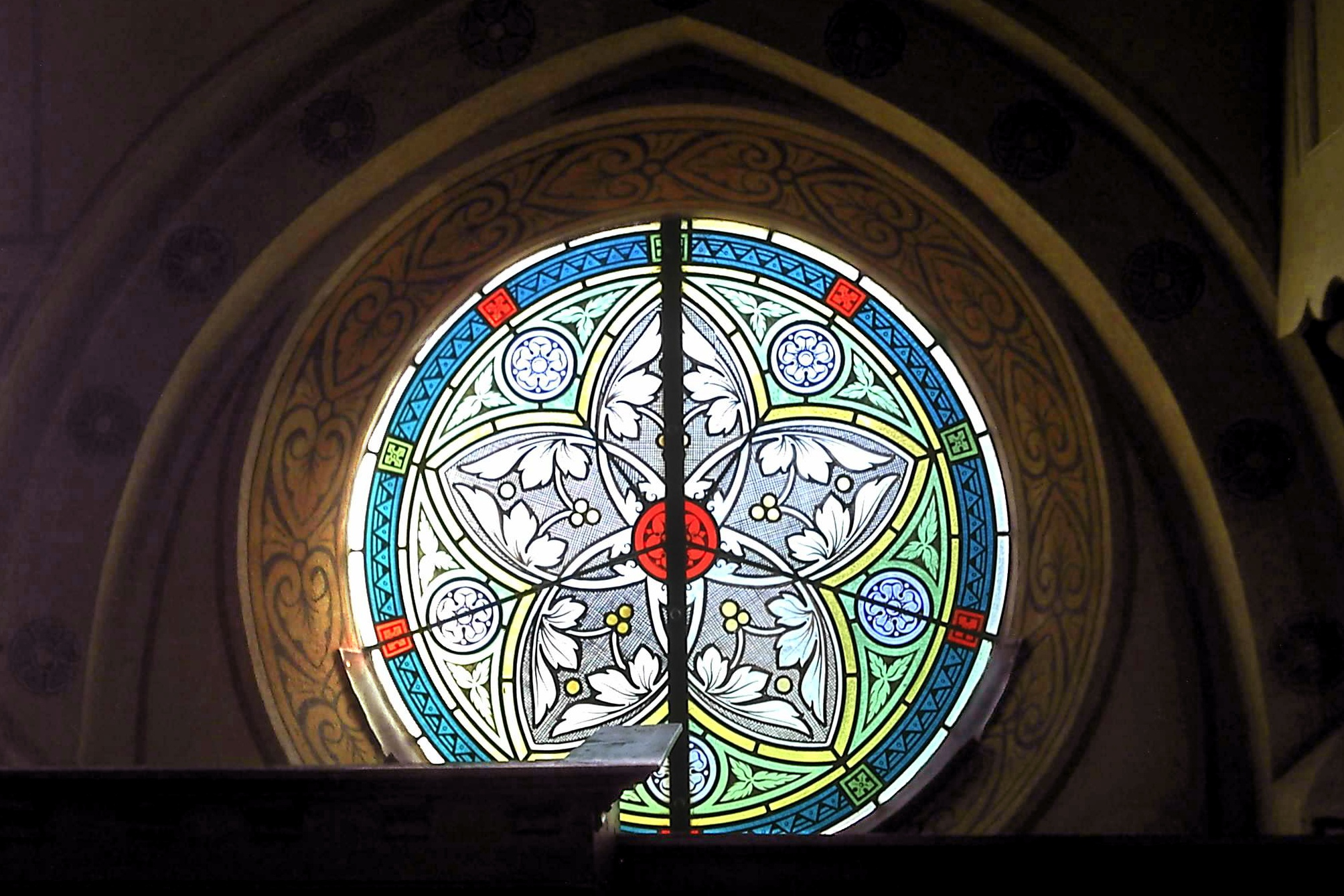
Rosettenfenster in der Chorwand

Infolge der Reformation wurde die zuvor katholische Kirche evangelisch, sie war aber eine Filiale der Gemeinde Rädigke. Deshalb gab es im Ort keinen eigenen Pfarrer. Der Geistliche aus Rädigke predigte in Garrey nur alle 14 Tage und während der Saat- und Erntezeit gar nicht. Einmal im Monat hielt er am Sonntag einen Kindergottesdienst. Trotz Beschwerde der Gläubigen besserte sich diese Situation lange nicht.
Zahlreiche Umbau- und Erhaltungsarbeiten wurden im Laufe der Jahrhunderte an der Kirche ausgeführt, darunter 1859 Maurerarbeiten durch den Maurermeister Eiserbeck aus Belzig, 1862 Restaurierung des Innenraumes, 1883 Umbauarbeiten und Erweiterungen im Kirchenraum: neue Sitzbänke und eine neue Eingangstür aus der Werkstatt des Tischlermeisters Brauer aus Niemegk, Übermalung früherer Verzierungen an Decke und Fenstern im Jahr 1900.
Ende des 19. Jahrhunderts wurden Teile des Lehmwerks durch Ziegelsteine ersetzt, das Kirchendach wurde nach dem Ersten Weltkrieg und der Inflation, 1929, umfassend instand gesetzt.
Nach dem Zweiten Weltkrieg, in der DDR-Zeit, schützte die Kirchengemeinde das schadhafte Fachwerk des Turmes durch Verkleidung mit Wellpappe, weil es an entsprechendem Baumaterial fehlte. Bei einem Blitzeinschlag 1973 wurde das Dach des Turmes beschädigt, die Reparatur erledigten Bergsteiger. Bei dieser Gelegenheit konnte die Wellpappe durch Wellbitumen ersetzt werden.
Die Kommunalgemeinde Garrey (Rabenstein/Fläming), die in der DDR zum Bezirk Potsdam gehörte, ließ die Dorfkirche 1982 unter Denkmalschutz stellen.
Einen starken Einschnitt in der Organisation und Zugehörigkeit der evangelischen Kirche des Ortes brachte die Deutsche Wiedervereinigung 1990 mit sich. Folgende Arbeiten wurden in den nachfolgenden Jahren durchgeführt:
1990: Einbau einer neuen Kirchentür, Ausbesserung der Fenster; 1991: neue Aufmauerung des Altarsockels, Ausbesserungen im Kirchenschiff, Neuverputzung der äußeren Mauerflächen des Portals und des ehemaligen östlichen Eingangs, 1994: Herstellung eines Wasseranschlusses zum umgebenden Friedhof, 1995: Neuanfertigung einer Wetterfahne aus Kupfer sowie neuer kupfernen Regenrinnen für die Nordseite des Kirchengebäudes durch Metallbaumeister Lutz Wieland, Neueindeckung des Kirchendaches, Geraderückung des Kirchturms und Installation eines Blitzableiters.
Besonders bemerkenswert war die Rettung der historischen Orgel: Orgelbauer Rainer Wolter aus Zudar (Insel Rügen) nahm das Instrument im Oktober 1995 auseinander. In seiner Werkstatt imprägnierte er die von Holzwurm angefressenen Teile oder fertigte neue Elemente an, reinigte die Pfeifen und Spielwerke, tauschte den Motor und das Gebläse gegen neue aus. Bei diesen Arbeiten fanden sich Angaben auf den ältesten Teilen der Orgel aus den Jahren 1686 oder 1698 sowie durch Zeitungsausschnitte belegt der Hinweis, dass das Instrument 1883 vom Niemegker Orgelbauer Wilhelm Lobbes bereits einmal gründlich überholt worden war. Zur Finanzierung der Orgelrettung Ende des 20. Jahrhunderts trug der Orgelbauer selbst bei, indem er eine Stundung der Rechnung zusagte und darüber hinaus gab eine bayerische Trachtenkapelle am 17. August 1996 in Garrey ein Konzert, dessen gesamter Erlös für die Orgel gespendet wurde.
So war die Orgelweihe am 11. Mai 1997 möglich; es spielte der Organist Martin Schulze aus Friedland (Mecklenburg). Auf dem erneuerten Instrument können seitdem interessierte Mädchen und Jungen aus Garrey Orgelunterricht nehmen, für den sich besonders die Katechetin Gleiniger einsetzt. Erste Teilnehmer waren 13 Jugendliche aus dem Ort.